# Ashrita Furman
Ashrita Furman, né le 16 septembre 1954  à Brooklyn (New York), a réalisé plus de 350 records officiels entérinés par le Guinness Book depuis 1979 et en détient actuellement 174,. Il a fait tomber des records sur les sept continents et dans plus de 30 pays différents. Il détient « le record du plus grand nombre de records détenus par un individu » (Marco Frigatti, Head of Records, Guinness Book of World Records).

## Vie et records

### DeKeithàAshrita
Ashrita Furman (né Keith Furman) est né à Brooklyn, New York en 1954, la même année où le Livre Guinness des records fut conçu et l'année où Roger Bannister a couru un mile en moins de 4 minutes. Furman était fasciné par le Livre Guiness des records dès l'enfance mais ne caressait pas l'idée de pouvoir y entrer en tant que détenteur d'un record, n'étant pas du tout athlétique. Il a grandi à Kew Gardens Hills, quartier du Queens, et a fréquenté la Jamaica High School,.
Tout a changé quand, adolescent, Furman s’intéressa à la spiritualité orientale et en 1970 devint dévot du guru indien Sri Chinmoy. La philosophie de la transcendance de Sri Chinmoy a inspiré Furman à participer à une course cycliste de 24 heures à Central Park en 1978. Avec seulement deux semaines d'entraînement, Furman est arrivé troisième ex-aequo, parcourant 405 milles (651,78432 km). Il a plus tard décrit ainsi son expérience : « Ce fut un des moments les plus profonds de ma vie. Quand je suis descendu de ma bicyclette, j'ai réalisé que ce n'était pas moi qui avait pédalé 24 heures mais mon Moi profond. Par le biais de la méditation j'ai eu accès à une source d'énergie intarissable que nous possédons tous mais utilisons rarement. À ce moment j'ai décidé de tenter de réaliser des records du Guinness pour inciter chacun à se connecter à sa propre force indomptable. »

### Premier record
En 1979, Furman a réalisé son premier record officiel en faisant 27 000 jumping jacks. En 1986, Furman inventa et réalisa le record de bâton sauteur sous l'eau et présenta cette épreuve dans Good Morning America le 1er avril. La même année, Furman commença à réaliser des records historiques en faisant la roue le long des 12,25 milles (19,714464 km) de la Paul Revere's Ride dans le Massachusetts et a parcouru 11,5 milles (18,507456 km) en bâton sauteur sur les collines du mont Fuji.

### Records autour du monde
Keith Furman tient un magasin de diététique dans le quartier Jamaica dans le Queens à New York depuis 1982. Il dirige aussi des séminaires de méditation et par conséquent voyage beaucoup. Il a réalisé des records dans plus de 30 pays et a atteint son but qui était de réaliser des records sur les sept continents, quand il a couru un mile en hula hoop à Uluru (aussi connu sous le nom d'« Ayers Rock ») dans le désert australien en 2003. Il a aussi battu quelques records dans certains endroits célèbres comme les pyramides d'Égypte, Stonehenge (debout sur un ballon Suisse), la tour Eiffel (le plus de sits-up en 1 heure), la Grande Muraille (saut sur un ballon kangourou) et Angkor Vat (corde à sauter sur un bâton sauteur). Lorsqu'en Chine, Furman battit le record de course sur des échasses (8 km), celui-ci était invaincu depuis 1892.

### Création de nouveaux records
Furman a aussi été un pionnier en réalisant des records dans quelques nouvelles activités dont le landrowing. En utilisant un rameur d'appartement et en y incluant des roues et des freins, Furman a ramé 1 500 milles (2 414,016 km) en 16 jours à Bali en 1991. Il a aussi inventé le gluggling (jongler sous l'eau), qu'il a pratiqué pendant 48 minutes au Kelly Tarlton's Antarctic Encounter and Underwater World à Auckland (Nouvelle-Zélande) en 2002 et une course en sac contre un yak sur un mile en Mongolie en 2007. Le 30 juillet 2008, à 53 ans, il a dévoilé son crayon géant de 23 mètres qui pèse presque 10 tonnes (22 000 livres) (dont 1,8 tonne en graphite de Pennsylvanie) et coûte 20 000 $. 